# Muscisaxicola frontalis
Muscisaxicola frontalis е вид птица от семейство Tyrannidae.

## Разпространение
Видът е разпространен в Аржентина, Боливия, Перу и Чили.